# 三惑
三惑，又称三障，佛教天台宗教义。其中包括见思惑、尘沙惑、无明惑。因为其三惑融于一心，故又称一心三惑。

## 概述
天台宗把界内惑、界外惑所分之见思惑、尘沙惑、无明惑等三惑。 
- 见思惑，为见惑和思惑的并称，也称通惑。包括意根对法尘所起的各种邪见，以及其迷恋于现在事理的烦恼。
- 尘沙惑，为迷惑于界内外恒沙尘数所起的各种惑障，与无明惑合称别惑。
- 无明惑，又称无明，即於一切法無所明了，尤其是於中道第一义谛無所知。